# Dobrynia (Pologne)
Pour les articles homonymes, voir Dobrynia.
Dobrynia est une localité polonaise de la gmina de Dębowiec, située dans le powiat de Jasło en voïvodie des Basses-Carpates.